# Anita Berger
Valborg Anita Berger, född 29 oktober 1939 i Skeppsholms församling i Stockholm, är en svensk skådespelare, trubadur och feminist. 
Berger utbildade sig till skådespelare vid Svenska Teaterskolan, sedermera Teaterhögskolan i Helsingfors och ägnade sig därefter åt barnteaterprojekt genom Svenska Teatern, bland annat en interaktiv föreställning, Vi leker Pippi Långstrump, tillsammans med dottern Clara Cornell. I Sverige har hon varit verksam vid Marionetteatern och ett flertal fria teatergrupper, bland andra Lilla Teaterkompaniet, Pistolteatern och senast Afrodites Ångbåt. Hon var tidigt medlem i Grupp 8 och skrev även i deras tidskrift Kvinnobulletinen. Hon medverkade  på musikalbumet Tjejclown (MNW, 1974).. Berger bildade 1979 musikgruppen Pandoras Ask tillsammans med sex andra kvinnor efter Kvinnokulturfestivalen 1978 på Gamla Riksdagshuset. Hon spelar dragspel och congas och sjunger egna och andras sånger. Hon har även medverkat i boken "Tusen systrar ställde krav" (2010) om sina erfarenheter från 1970-talets kvinnokamp med kapitlet "Inga färdiga roller".  
Anita Berger är dotter till Gunvald Berger och Sonja Herlin (1917–2019) samt dotterdotter till Tore Herlin och vidare syster till Tore Berger. Hon var 1962–1964 gift med Jonas Cornell och fick dottern Clara. Därefter var hon sammanboende med författaren och regissören Johan Bargum i Finland och fick dottern Anja där samt från 1970-talet sammanboende med konstnären Sven Blomberg (1920–2003) och fick sonen Emile och dottern Julia.